# Лал Спафария
Лал Спафария — красный драгоценный камень, который в 1676 году глава русского посольства в Пекин Николай Спафарий приобрёл для царя Алексея Михайловича.
Масса камня, согласно статейному списку посольства, составляла «11 золотников слишком», т.е. несколько более 47 граммов или 240 карат.

## История камня
В то время, когда посольство Спафария находилось в Пекине, камень — «лал великой» — находился во владении некого «боярина китайского», представители которого 20 июля 1676 года предложили продать его за 8000 лян серебра. Русский посланник заинтересовался этим предложением, но посчитал цену очень завышенной. Переговоры длились вплоть до самого отъезда посольства, и лишь в последний день своего пребывания в Пекине, 1 сентября 1676 года, Николай Спафарий купил лал, сторговавшись на 1600 лян серебра. Переговоры и сделка совершались в тайне от императора Канси, поскольку продававшим камень грозила смертная казнь за то, что они позволили такой ценности покинуть пределы Китая.
Существует предположение, что лал Спафария — это «камень лал большой водокшанский», который согласно пометке 1684 года в Описи казны Фёдора Алексеевича 1682 года вместе с крестом был снят с с алмазного венца царя Фёдора Алексеевича, созданного в 1679 году, и установлен на вершину Шапки алмазной Петра Алексеевича. Как указано в той же описи, вес этого камня «10 золотников без четверти». Некоторую разницу с весом, указанным в статейном списке посольства Спафария («одиннадцать золотников слишком»), можно объяснить тем обстоятельством, что лал, вставленный в венец, был наверняка точно взвешен,а торговцы могли назвать вес камня достаточно приблизительно. Кроме того, в пользу этого предположения свидетельствует близость по времени покупки лала (1676) и его использования для украшения парадного царского венца (1679).
В начале января 1730 года золотой крест с алмазного венца Петра I и «под крестом камень большой водокшанский по цене 5000 рублев» по приказу обер-гофмейстера барона Андрея Ивановича Остермана были выданы из Мастерской палаты интенданту Петру Мошкову, которому была поручена организация работы по созданию коронационных регалий для императрицы Анны Иоанновны. Неизвестно, был ли именно этот камень использован для увенчания короны Анны Иоанновны, но 4 января 1732 года он, согласно описи Мастерской палаты 1733-1744 гг., был передан «в комнату Ея императорского Величества». Дальнейшая его судьба неизвестна, решение этого вопроса требует тщательной проверки архивных источников XVII-XVIII вв.
Вопреки распространённому заблуждению, лал Спафария не венчал большие короны Екатерины I, Петра II, Елизаветы Петровны и Екатерины II. В этих коронах был использован другой камень, шпинель Большой императорской короны — более чем в полтора раза превышающий лал Спафария по массе.

## Минералогическая природа
Николай Спафарий делал различие между красным яхонтом (рубином) и лалом. Это означает, что лал Спафария не был рубином. Как и прочие его современники, Спафарий называл лалом красную и розовую шпинель. Тем не менее, иногда так называли турмалины-рубеллиты — так, лалом по описи значится турмалин, который венчает корону Анны Иоанновны в настоящее время. Таким образом, на данный момент невозможно достоверно установить, что за камень Спафарий купил в Пекине — шпинель или турмалин.